# Municipio de Branchburg
El municipio de Branchburg o simplemente Branchburg (en inglés, Branchburg Township o Branchburg) es un municipio situado en el condado de Somerset, Nueva Jersey, Estados Unidos. Tiene una población estimada, a mediados de 2021, de 14 752 habitantes.
Si bien el área de Branchburg de hoy tiene una historia anterior a la Guerra Revolucionaria Estadounidense, el municipio en sí fue fundado por una ley de la Legislatura de Nueva Jersey el 5 de abril de 1845, a partir de tierras del municipio de Bridgewater.
En los hechos se ha formado una aglomeración urbana con los municipios de Branchburg y Bridgewater. Cadenas hoteleras como Marriott y Hilton llaman a la zona Bridgewater Branchburg o Bridgewater/Branchburg. La aglomeración se extiende a la localidad vecina de Somerville (Bridgewater Branchburg/Sommerville).
El municipio recibe su nombre por su ubicación en un punto donde se unen las ramas del río Raritan, en la región de Raritan Valley.

## Geografía
La localidad está ubicada en las coordenadas 40°33′36″N 74°42′58″O / 40.56000, -74.71611 (40.560024, -74.716119).

## Demografía
Según la Oficina del Censo, en 2000 los ingresos medios de los hogares de la localidad eran de $96,864 y los ingresos medios de las familias eran de $110,268. Los hombres tenían ingresos medios por $70,726 frente a los $47,786 que percibían las mujeres. Los ingresos per cápita para la localidad eran de $41,241. Alrededor del 1.9% de la población estaba por debajo del umbral de pobreza.
De acuerdo con la estimación 2017-2021 de la Oficina del Censo, los ingresos medios de los hogares de la localidad son de $157,813 y los ingresos medios de las familias son de $177,824. Los ingresos medios en los últimos doce meses, medidos en dólares de 2021, son de $69,374. Alrededor del 1.8% de la población está por debajo del umbral de pobreza.